# Jézus Szent Szíve templom (Gyergyóditró)

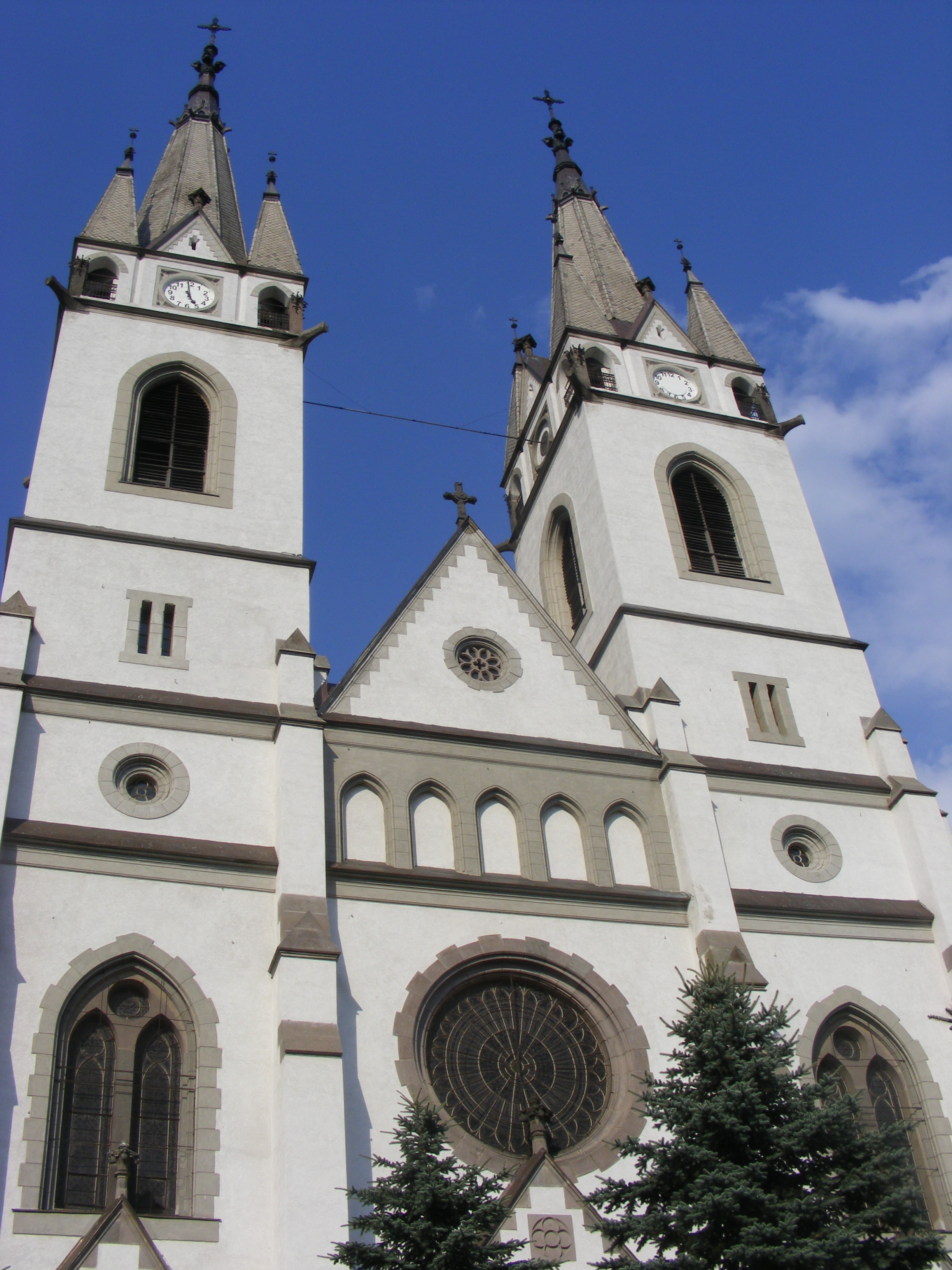
A templom tornyai

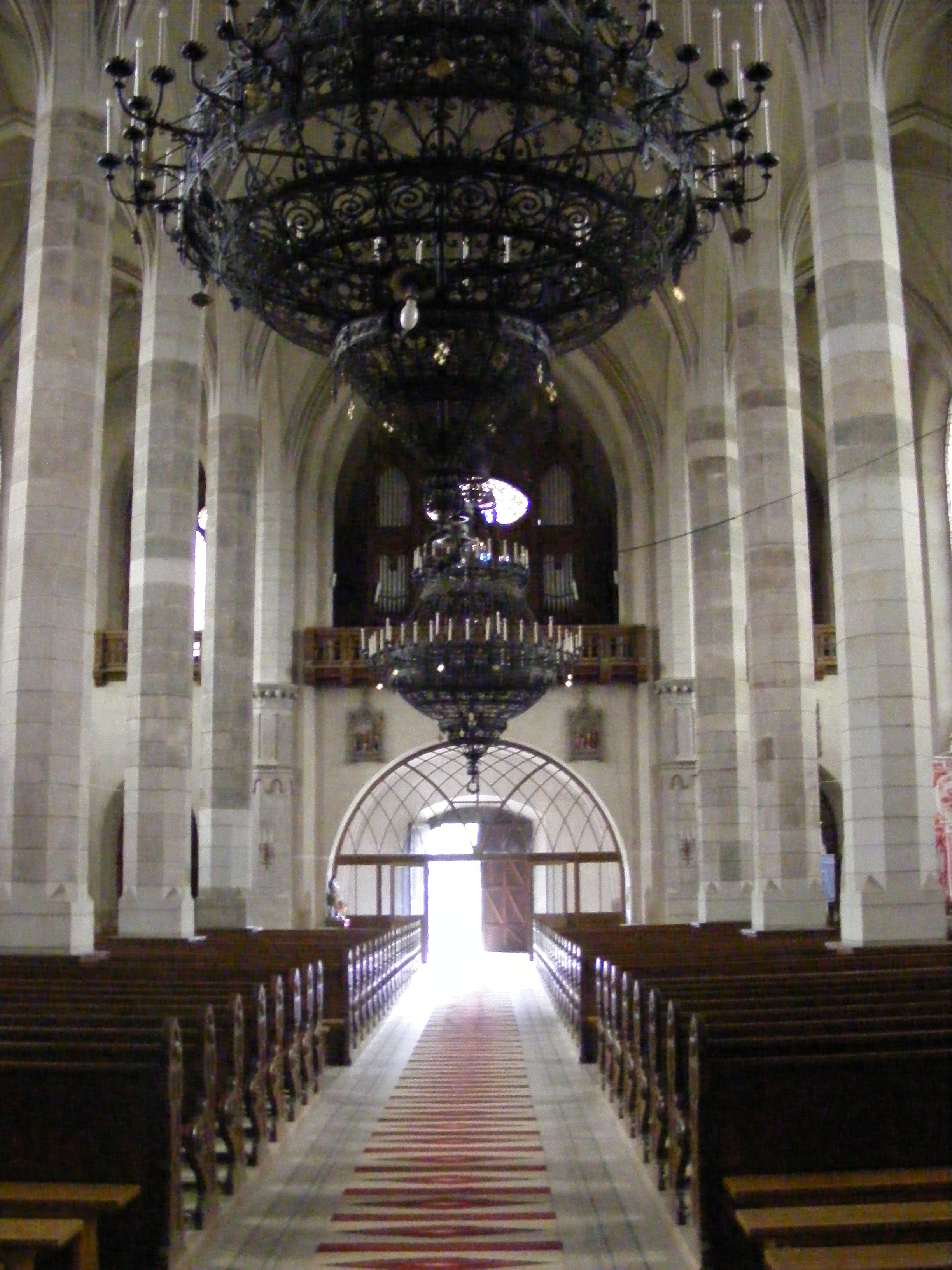
A templom belülről

A gyergyóditrói római katolikus Jézus Szent Szíve templom 1908 és 1911 között épült, a falu középpontjában található.

## A Jézus Szent Szíve templom leírása
Az új Gyergyóditrói római katolikus templom 1908-1911 között épült.
A Gyergyói-medence legnagyobb méretű kéttornyú templomát Kiss István egyetemi tanár tervezte 1895-ben. Az építkezés kivitelezője Kladek István szabadkai vállalkozó volt.
A sajátos térhatású templom az 1900-as évekre jellemző neogótikus és eklektikus stílusban készült.
A tornyok magassága 75 méter, az ott elhelyezett működő toronyóra a régi templomból származik. A templomhajó hossza 56 méter, szélessége 23 méter.
A templom mennyezete boltíves, amelyet hatalmas pillérek tartanak, az ívbordák egyben díszítő elemek is. Az ablaküvegeken a gótika jegyei ismerhetők fel.
A keleti motívumokkal díszített szentély Paulai Erik olasz festőművész munkája. 
A szószéket, a főoltár fa részeit és a padokat Thék Endre budapesti műasztalos készítette.
A templom főoltárát carrarai márványból készült szobrok díszítik. A Szent István, Szent László és Jézus Szent Szíve márványszobrok Siklódi Lőrinc szobrászművész alkotásai.

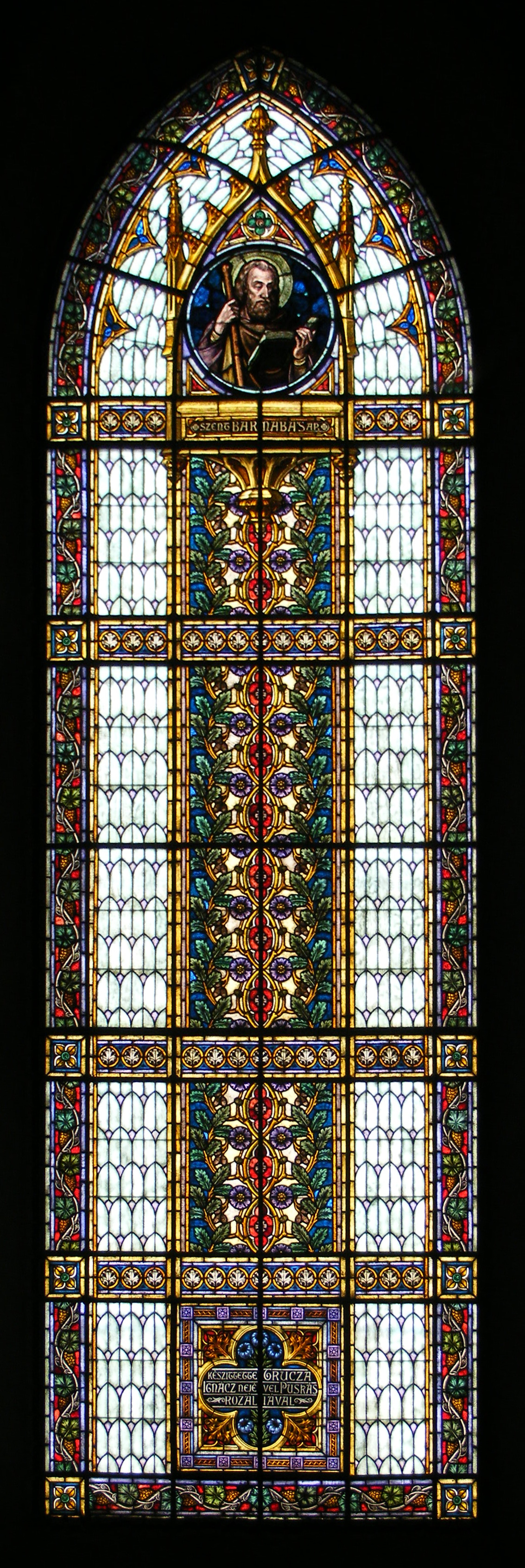
A templom egyik festett ablaka

A műemléktemplom orgonáját a Rieger-cég, négy harangját a Walser-cég készítette.
Róth Miksa festette a színes ablakokat, amelyek a 12 apostolt ábrázolják.
A nagyméretű Krisztus-corpus Szántó László temesvári szobrászművész alkotása.
A főbejárati belső ajtókat Lukács József műasztalos készítette.
A nagytemplomot 1913. nyarán szentelte fel gróf Majláth Gusztáv Károly erdélyi római katolikus püspök Jézus Szent Szíve tiszteletere. A Jézus Szíve Nagytemplomot a centenáriumi ünnepségek előtt (2007-13) kívül-belül restaurálták Köllő Miklós műépítész tervei alapján. A szentélyt Czimbalmas Attila (2011), a hajót Győri Lajos (2012) budapesti festő-restaurátor javította ki. Ugyancsak ebből az alkalomból kicserélték az elévült villanyhálózatot, restaurálták a 26 regiszteres, két manuálos orgonát, melyet 1913-ban készített Riegel Ottó budapesti orgonaépítő. A templom előtti térre Takó János szobrát állították fel, aki a nagytemplom építtető-plébánosa volt. A szobrot Kolozsi Tibor szobrászművész készítette. A nagytemplom harangjait 1917-ben rekvirálták. Az északi toronyba 1926-ban újraöntették az 1800 kg-os Szeplőtelen fogantatás és a kb. 800 kg-os Szent László harangokat, valamint 1962-ben egy 100 kg-os Szent Imre harangot is elhelyeztek. 2016-ban pótolták a déli toronyból elvitt Walser műhelyében készült eredeti Jézus Szíve nagyharangot, a Székelyudvarhelyen, Lázár Imre műhelyében készült 22 mázsás Jézus Szíve nagyharanggal, mely Székelyföld legnagyobb harangja lett. A harangot ft. Siklódi Sándor, a clevelandi Szent Imre plébánia plébánosának hagyatékából vásárolták.